# Jedermann (1961)
Jedermann ist ein österreichisch-deutscher Spielfilm aus dem Jahre 1961 von Gottfried Reinhardt nach dem gleichnamigen Theaterstück von Hugo von Hofmannsthal mit Walther Reyer in der Titelrolle.

## Handlung
Diese Filmfassung der Salzburger Festspielaufführung hält sich eng an die literarische Vorlage.
Als Gott sieht, dass man ihn auf der Erde nicht mehr schätzt, beschließt er, die Menschen durch den Tod wieder an seine Macht zu erinnern. Er trägt dem Tod auf, zu Jedermanns Haus zu gehen und ihn vor das göttliche Gericht zu rufen. Eines Tages befiehlt Jedermann nun dem Hausvogt, dass er ihm einen Geldsack bringe, damit er das Grundstück, das er kaufen will, bezahlen kann. Er will dort einen Lustgarten anlegen, den er seiner Buhlschaft schenken will. Auf dem Weg dorthin begegnet Jedermann einem armen Nachbarn, der ihn um Geld bittet. Doch Jedermann gibt ihm nur einen Schilling. Als der Nachbar an seinen christlichen Glauben appelliert und mehr Geld will, weil er selbst einmal reich war, schickt Jedermann ihn fort.
Kurz darauf trifft er auf einen Schuldner von ihm, der ihn bittet, seinen Schuldbrief zu zerreißen. Doch Jedermann verweigert dies und lässt ihn einsperren. Jedermann kennt kein Erbarmen, doch weil die Frau des Schuldners so sehr weint, erklärt er sich bereit, ihr und ihren Kindern Unterhalt und Verköstigung zu zahlen. Nach der Begegnung vergeht Jedermann die Lust, das Grundstück für den Lustgarten zu besichtigen, und er beschließt, zu seiner Buhlschaft zu gehen. Doch kaum verlässt Jedermann das Haus, trifft er seine Mutter. Diese hält ihm, wie schon oft, sein Verhalten zu Gott vor. Kaum hat ihn seine Mutter verlassen, kommt ihm seine Buhlschaft entgegen, um ihn zu dem für ihn vorbereiteten Fest abzuholen. Auf dem Feste jedoch fühlt sich Jedermann schwach und krank und hat seltsame Erscheinungen. Keiner kann das Glockenläuten hören, das Jedermann hört. Als er plötzlich sagt, er höre jemanden seinen Namen rufen, denken sie, dass er Fieber habe.
Doch Jedermann hat es mit der grausamen Wirklichkeit zu tun. Als er sich umblickt, steht ein ihm unbekannter Mann hinter ihm, der sich als Tod zu erkennen gibt und ihn auffordert, sich für den letzten Weg bereit zu machen. Erst jetzt wird Jedermann sein schlechter Charakter bewusst, und er fleht den Tod an, ihm nur eine kurze Frist zu gewähren, damit er sich einen Freund suchen kann, der mit ihm vor das Gericht Gottes tritt. Nach langem Bitten gewährt der Tod ihm eine Frist von einer Stunde. Zuerst fragt er seinen guten Freund, den Gesellen, ob er ihm nicht einen Gefallen tun will, denn er muss eine weite Reise antreten. Der Gesell ist bereit, ihm jeden Gefallen zu tun, doch als er hört, dass er ihn vor das göttliche Gericht begleiten soll, weigert er sich. Kaum anders handeln die beiden Vettern Jedermanns, und dessen Knechte. Da er sich nun von allen verlassen fühlt, will er wenigstens sein Geld in die Ewigkeit mitnehmen. Aber aus seiner Geldtruhe kommt Mammon und erklärt sich nicht bereit, mit ihm zu gehen.
Nun ist Jedermann völlig einsam und der Verzweiflung nahe. Da hört er aus dem Hintergrund eine leise Stimme, die seinen Namen ruft. Als er sich umdreht, sieht er eine gebrechliche Frau, die ihm sagt, dass sie seine „guten Taten“ sei und ihn gern ins Jenseits begleiten will. Sie ist aber zu schwach, da er sie immer so vernachlässigt hat. Sie ist aber bereit, ihre Schwester, den Glauben, darum zu bitten. Der Glaube weist Jedermann nun auf die unendliche Liebe Gottes hin und rät ihm, den Herrn um Gnade zu bitten. Jedermann ergreift die letzte Hoffnung auf Rettung und versucht nach Jahren der Ungläubigkeit, wieder zu Gott zu finden, wobei ihm ein Mönch hilft. Inzwischen kommt der Teufel, um die schuldbeladene Seele Jedermanns, derer er sich ganz sicher ist, zu holen und mit ihr zur Hölle zu fahren, doch er muss zu seinem Verdruss sehen, dass sie ihm durch die Gnade Gottes entrissen wurde. Wenig später kehrt Jedermann völlig gereinigt zurück und kann nun mit ruhigem Gewissen in Begleitung des Glaubens und der guten Werke vor Gottes Richterstuhl treten.

## Produktionsnotizen
Jedermann entstand während der Salzburger Festspiele 1961. Der Film erlebte seine Uraufführung zeitgleich in Wien und in Salzburg am 24. November 1961. Die deutsche Erstaufführung fand am 21. Dezember 1961 statt.
Herbert Janeczka war Cheftontechniker.

## Kritiken
„Hugo von Hofmannsthals Spiel vom reichen Jedermann, den der Tod vor Gottes Gericht ruft, als Inszenierung der Salzburger Festspiele 1961 in einer bemerkenswerten filmischen Wiedergabe.“

Paimann’s Filmlisten resümierte: „Bis auf den, durch Salzburger Motive erweiterten Schauplatz und die Choreographie sowie bizarren Kostüme der Festspiele eine werkgetreue filmische Wiedergabe.“